# Воронцовский (Самарская область)
Воронцовский — посёлок в Пестравском районе Самарской области. Входит в состав сельского поселения Красная Поляна.

## География
Находится на расстоянии примерно 21 километр по прямой на северо-запад от районного центра села Пестравка.

## Население
| 2010 |
| ---- |
| 59   |

Постоянное население составляло 64 человека (русские 86%) в 2002 году, 59 в 2010 году.

## Инфраструктура
Личное подсобное хозяйство с зоной сельскохозяйственного использования, индивидуальная застройка усадебного типа.
Основа экономики — сельское хозяйство.

## Транспорт
Доступен автотранспортом.